# دارة متكاملة مختلطة الإشارات

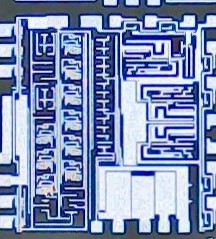
الدائرة المتكاملة ذات الإشارة المختلطة (IC)

الدائرة المتكاملة ذات الإشارة المختلطة هي مكون إلكتروني يدمج الدوائر التناظرية والرقمية,. وتستخدم هذه المكونات في العديد من التطبيقات اليومية، على سبيل المثال في الهواتف المحمولة.